# Der Jugendrichter
Der Jugendrichter (en alemany, el jutge de menors) és una pel·lícula dramàtica d'Alemanya Occidental dirigida el 1960 per Paul Verhoeven i protagonitzada per Heinz Rühmann, Karin Baal i Lola Müthel. Fou rodada als Estudis Tempelhof de Berlín.

## Argument
Un jutge encarregat del tribunal de menors, compassiu i liberal, creu que els nois haurien de ser reformats en comptes de tancats a la presó després de sentir el testimoni d'una jove condemnada per xantatge. D'antuvi l'envia vuit mesos a presó per allunyar-la del malvat del seu xicot. Quan ella amenaça de suïcidar-se, el jutge ha de deixar-la anar, convenç a una llogatera que li doni feina a la seva pensió. Ho fa bé fins que el xicot torna a aparèixer i la convenç per robar un dels residents. El jutge s'encarrega de la noia i comença a enamorar-se d'ell. Veient això, el xicot intenta fer xantatge el jutge revelant que ha fet l'amor amb la noia. En lloc que el jutge es dirigeixi a la quedada del noi i dona una conferència sobre la reforma.

## Repartiment
- Heinz Rühmann - Jutge Ferdinand Bluhme
- Karin Baal - Inge Schumann
- Lola Müthel - Elisabeth Winkler
- Hans Nielsen - President del tribunal de districte Otto Schmittler
- Rainer Brandt - Kurt
- Michael Verhoeven - Alfred 'Fred' Kaiser
- Peter Thom - Willi Lenz
- Lore Schulz - Paula Burg
- Monika John - Marie la donzella
- Hans Epskamp - President del Senat Hallmeier
- Erich Fiedler - Hans-Dieter Vogel, el venedor
- Willi Rose - funcionari judicial
- Gerd Frickhöffer - Empresari Wellmann
- Harry Engel - 'Black Case' Peters